# Supercoppa rumena 2021 (pallavolo maschile)
La Supercoppa rumena 2021 si è svolta il 30 settembre 2021: al torneo hanno partecipato due squadre di club rumene e la vittoria finale è andata per la prima volta alla Dinamo Bucarest.

## Formula
La formula ha previsto una gara unica.

## Squadre partecipanti
| Squadra         | Qualificazione                      |
| --------------- | ----------------------------------- |
| Arcada Galați   | Vincitrice Divizia A1 2020-21       |
| Dinamo Bucarest | Vincitrice Coppa di Romania 2020-21 |

## Torneo
| 30 settembre 2021 Sala Sporturilor Colibași, Brașov Durata: 2h:01 - Spettatori: ? | Arcada Galați | 2 - 3 | Dinamo Bucarest | 25-18, 15-25, 25-23, 15-25, 8-15 |